# Europæisk kolonisering af Amerika
Den europæiske kolonisering af Amerika begyndte med vikingerne, der som de første kendte europæere kom i kontakt med Amerika og etablerede flere kolonier. Leif Erikson = Leif den Lykkelige etablerede en kortlivet bosættelse i Vinland, det nuværende Newfoundland. Bosættelser i Grønland overlevede i flere århundreder. I det 15. århundrede var kolonierne i Grønland kollapset.
I 1492 nåede Christoffer Columbus Amerika, hvorefter den europæiske udforskning og kolonisering tog voldsom fart.
Den europæiske livsstil inkluderede en lang tradition med at dele hus med tæmmede dyr som køer, grise, får, geder, heste, og diverse fjerkræracer, som havde resulteret i epidemiske sygdomme, der var ukendte i Amerika. Den nye kontakt efter 1492 udsatte de indfødte for ukendte bakteriearter. Epidemier med kopper (1525, 1558, 1589), tyfus (1546), influenza (1558), difteri (1614) og mæslinger (1618) fløj forud for europæisk kolonisering og dræbte mellem 10 og 20 millioner mennesker, ca. 95% til 98% af den indfødte befolkning. Befolkningstabet og det kulturelle kaos med efterfølgende politisk kollaps hjalp koloniseringen på vej.
De første erobringer blev foretaget af Spanien, som hurtigt erobrede det meste af Syd- og Mellemamerika og store dele af Nordamerika. Portugal tog Brasilien. Storbritannien, Frankrig og Holland erobrede øer i det Caribiske Hav, hvoraf mange allerede havde været erobret af Spanien eller var blevet affolket af sygdomme. Tidlige europæiske kolonier i Nordamerika omfattede Spansk Florida, de britiske bosættelser i Virginia og New England, franske bosættelser i Quebec og Louisiana og hollandske bosættelser i New Netherlands.
Danmark-Norge genoplivede de tidligere kolonier i Grønland fra det 18. århundrede og koloniserede ligeledes nogle få af Jomfruøerne.
Mens de første koloniseringer ofte var drevet af nationale regeringer og firmaer, bestod den senere kolonisering ofte af enkeltindivider eller familier, der flygtede fra fattigdom og religiøs forfølgelse.